# Strafgesetzbuch (Liechtenstein)
Das Strafgesetzbuch Liechtensteins folgt dem Muster des österreichischen Strafgesetzbuchs. Wie dieses gliedert es sich in zwei Teile, den Allgemeinen Teil, §§ 1–74, und den Besonderen Teil, §§ 75–321. Auch inhaltlich folgt es in weiten Teilen wörtlich dem Vorbild, die wichtigsten Unterschiede sind unten genannt.

## Unterschied zu Österreich

### Unterschied zu Österreich hinsichtlich junger Erwachsener
Junge Erwachsene von 18 bis 20 Jahren werden in Liechtenstein nach dem allgemeinen Strafrecht bestraft, das für diese Personen, jedoch nach  § 34 Abs. 1 Z. 1 i. V. m. § 36 gemildert wird (in Österreich gilt für diese Personengruppe seit 2016 grundsätzlich das Jugendstrafrecht, wobei aber seit 2020 Ausnahmen für einige Verbrechen bestehen, vgl. österreichisches Jugendgerichtsgesetz).

### Unterschied zu Österreich bei Mitwirkung an einer Selbsttötung
Die "Mitwirkung am Selbstmord" (§ 78) ist im Gegensatz zu Österreich nur strafbar, wenn die Mitwirkung aus verwerflichen Beweggründen erfolgt (2022 wurde in Österreich durch die neue Fassung des § 78 die bisher generell bestehende Strafbarkeit eingeschränkt).

### Unterschied zu Österreich hinsichtlich Schwangerschaftsabbruch
Schwangerschaftsabbruch ist im Gegensatz zu Österreich nur erlaubt, wenn er zur Abwendung einer nicht anders abwendbaren ernsten Gefahr für das Leben oder eines schweren Schadens für die Gesundheit der Schwangeren erforderlich ist oder die Schwangere zur Zeit der Schwängerung unmündig (unter 14 Jahre) gewesen ist oder wenn an der Schwangeren eine Vergewaltigung (§ 200), eine sexuelle Nötigung (§ 201) oder ein sexueller Missbrauch einer wehrlosen oder psychisch beeinträchtigten Person (§ 204) begangen wurde und die Schwangerschaft auf einer solchen Tat beruht (§§ 96–98a).

#### Geschichte
Bis zum 30. Juni 2015 war Schwangerschaftsabbruch in Liechtenstein nur erlaubt, wenn er zur Abwendung einer nicht anders abwendbaren ernsten Gefahr für das Leben oder eines schweren Schadens für die Gesundheit der Schwangeren erforderlich war oder die Schwangere zur Zeit der Zeugung unmündig (unter 14 Jahre) gewesen und nicht mit dem Schwängerer verheiratet war; der ohne diese Voraussetzungen an einer Frau mit Wohnsitz oder gewöhnlichen Aufenthalt in Liechtenstein vorgenommene Schwangerschaftsabbruch konnte nach § 64 Nr. 8 auch dann in Liechtenstein bestraft werden, wenn er im Ausland begangen worden war.

### Unterschiede zu Österreich im Sexualstrafrecht
Sexuelle Handlungen mit 12- und 13-Jährigen sind in Liechtenstein nicht strafbar, wenn der Partner nicht mehr als drei Jahre älter ist und die jüngere Person durch die Tat weder längere Zeit hindurch in einen qualvollen Zustand versetzt noch in besonderer Weise erniedrigt wird und die Tat weder eine schwere Körperverletzung noch den Tod der unmündigen Person zur Folge hat (§ 205 Abs. 4 und § 206 Abs. 4; im Gegensatz zu Österreich wird bei der Alterstoleranzklausel nicht zwischen Geschlechtsverkehr und anderen sexuellen Handlungen unterschieden, vgl. auch Schutzalter).
In Liechtenstein ist es im Gegensatz zu Österreich strafbar, sich zur Prostitution anzubieten (§ 210).
Am 1. Februar 2001 trat mit LGBl. 2001 Nr. 16 eine entscheidende Erweiterung des Inzest-Tatbestands (§ 211) in Kraft. Wie bei einigen anderen Delikten wurde auch beim Inzest nach dem Beischlaf die Formulierung „oder eine dem Beischlaf gleichzusetzende sexuelle Handlung“ eingefügt. Dagegen ist in Österreich nur der Beischlaf als Inzest strafbar.

## Staatsschutz
Der Hochverrat besteht – überraschend für eine Monarchie – nicht in einem Angriff auf den Landesfürsten, sondern dem österreichischen Strafgesetzbuch folgend in einer Abtrennung eines zum Fürstentum gehörenden Gebiets (Gebietshochverrat) oder in einer durch Gewalt oder Drohung mit Gewalt bewirkten Verfassungsänderung (Verfassungshochverrat) (§ 242 Absatz 1). Allerdings enthält § 249 eine Bestimmung gegen Nötigung des Landesfürsten, die der in Österreich zum Schutz des Bundespräsidenten geltenden Vorschrift entspricht.